# 孝景薄皇后
薄皇后（前2世纪—前147年），祖籍会稽郡吴县（今江苏省苏州市），為汉景帝劉啟的元配皇后，后被废。

## 生平
薄氏是劉啟祖母薄太皇太后家族的女子，由薄太皇太后做主，嫁給当时还是皇太子的劉啟，成为太子妃（中國歷史上第一位有記錄的太子妃）。前157年刘启登基，是为景帝，並冊立薄氏為皇后。薄氏無子無宠。景帝二年（前155年）薄太皇太后逝世。景帝六年秋（前151年）九月，薄皇后被废，她便成為中國歷史上第一個被廢的皇后。四年之後，憂憤成疾的薄氏一病不起，離開了人世，遺體葬在長安城東平望亭之南。

## 名字
《姓氏书辨证》称“景帝皇后讳志字阿渝”。皇甫谧称景帝第二位皇后王氏名“娡”，此处景帝皇后可能指王皇后。

## 影視作品
| 影視作品 | 飾演的演員     |
| 美人心計 | 由高洋飾演薄氏 |

## 註解
1. ↑  《汉书》卷五：秋九月，皇后薄氏廢。

## 延伸阅读
[在维基数据编辑]
 《史記/卷049》，出自司馬遷《史記》
 《漢書·卷097上》，出自班固《漢書》
 《漢書/卷097下》，出自班固《漢書》